# Папа Павле V
Папа Павле V (17. септембра 1552. - 28. јануара 1621), рођен као Камило Боргезе (Camillo Borghese), био је папа Католичке цркве од 1605. до 1621.

## Однос са Галилејем
Године 1611. папа Павле V именовао је Галилео Галилеја за члана папске Академије Линчеи  (итал. Accademia dei Lincei) и подржавао је његова истраживања.
Кардинал Белармин је 1616, у писму на папин захтев, упозорио Галилеја да се Коперникове идеје о хелиоцентризму не могу бранити, ни предавати, нити сматрати за чињеницу. Писмо од Белармнина омогућило је Галилеју да настави проучавање астрономског модела као математичке хипотезе. Исте године папа га је лично уверио да му неће претити верски суд све док је он (папа) жив.
Кардиналово писмо је употребљено за одбрану Галилеја на суђењу 1633.